# بويان كريفيك
بويان كريفيك (بالسلوفينية: Bojan Krivec)‏ مواليد 14 مايو 1987 في نوفو ميتسو، جمهورية يوغوسلافيا الاشتراكية الاتحادية، هو لاعب كرة سلة سلوفيني. بدأ مسيرته الاحترافية في سنة 2003. يلعب في الدوري السلوفيني لكرة السلة كلاعب هجوم خلفي. يبلغ طوله 6 قدم 2 بوصة (1.9 م).

## روابط خارجية
- بويان كريفيك على موقع الدوري الأوروبي لكرة السلة (الإنجليزية)
- بويان كريفيك على موقع كرة السلة الأوروبية.كوم (الإنجليزية)
- بويان كريفيك على موقع ريلجم (الإنجليزية)
- بويان كريفيك على موقع بروبوليرز (الإنجليزية)
- بويان كريفيك على موقع سبورتس رفرنس (الإنجليزية)